# Conférence Imagée
De Conférence Imagée, wat letterlijk betekent uitgebeelde voordracht, werd ontwikkeld door de Belgische theosofe Serge Brisy. Het is een techniek om lezingen te geven.
Terwijl de spreker zijn tekst voorleest, komen opeenvolgend personages of groepen personages op het toneel, die telkens op allegorische of gewoon beeldende manier uitbeelden wat de spreker vertelt.
Tegenwoordig is deze functie deels overgenomen door presentaties met dia- of powerpointprojecties, hoewel die natuurlijk minder sfeervol zijn.